# Дом с двумя выходами трудно охранять
«Дом с двумя выходами трудно охранять» (исп. Casa con dos puertas mala es de guardar) — комедия испанского драматурга Педро Кальдерона де ла Барки, впервые поставленная на сцене примерно в 1629 году. Её сюжет схож с сюжетом комедии «Дама-невидимка», поставленной примерно тогда же: главная героиня добивается любви мужчины, используя для этого потайной вход в дом. Пьеса имела успех у зрителей и обеспечила Кальдерону расположение короля Филиппа IV.